# Фридрих Казимир фон Геминген
Фридрих Казимир фон Геминген (на немски: Friedrich Casimir von Gemmingen; * 22 октомври 1694 в замък Гутенберг в Хасмерсхайм; † 25 юни 1744 във Вецлар) е благородник от 2. клон Бонфелд-Гутенберг, фрайхер на Геминген-Гутенберг в Бонфелд (част от Бад Рапенау), бранденбург-ансбахски камер-юнкер и дворцов съветник също асесор на Франконския имперски окръг при имперския камерен съд във Вецлар. Той основава 1. клон (Бонфелд Обершлос) от 2. клон (Бонфелд) на II. линия (Геминген, Гутенберг) на фамилията на фрайхерен фон Геминген.
Той е големият син на Фридрих Кристоф фон Геминген (1670 – 1702), „обер-щалмайстер“ и „оберст-вахтмайстер“ на Маркграфство Баден-Дурлах, и съпругата му Бенедикта Хелена фон Геминген (1674 – 1746), дъщеря на Райнхард фон Геминген (1645 – 1707) и фрайин Мария Елизабета фон Найперг (1652 – 1722). Баща му Фридрих Кристоф фон Геминген е убит на 32 години на 4 октомври 1702 г. в Битката при Фридлинген. Фридрих Казимир е при смъртта на баща му на 8 години. Брат е на Райнхард (1698 – 1773) 2. клон (Бонфелд Унтершлос), и Филип (1702 – 1785), 3. клон (Гутенберг).
Неговият възпитател е Йохан Каспар Малш (1673 – 1742). През 1708 г. Фридрих Казимир фон Геминген започва да учи в княжеското училище в Хале, от 1714 г. той следва в Хале и Гисен. След това до 1719 г. той пътува през Холандия, Англия и Франция. След това той посещава дворовете в Курфюрство Майнц, Курпфалц, Курхановер и Вюртемберг. През 1731 г. той става камер-юнкер и дворцов съветник в Бранденбург-Ансбах. От 1740 г. той е като пратеник на „Франконския имперски окръг“ при имперския камерен съд във Вецлар, където умира от простуда с температура и е погребан там.
Съпругата му възпитава децата им в Хайлброн и през 1763 г. отива при син си Карл Фридрих Райнхард фон Геминген в Ансбах, където умира през 1783 г.

## Фамилия
Фридрих Казимир фон Геминген се жени на 27 октомври 1737 г. в Есинген с Елеонора Шарлота фон Воелварт (* 1юни 1718, Есинген; † 4 февруари 1783, Ансбах), дъщеря на Лудвиг Карл фон Воелварт (1682 – 1753) и фрайин София Барбара Шарлота фон Щетен (1696 – 1728), която след смъртта на майка ѝ е възпитавана в замък Гутенберг. Те основават 1. клон (Бонфелд Обершлос). Те имат децата:
- Хенриета София (* 1740), омъжен за фрйхер фон Флекенбюл-Бюргел
- Каролина Бенедикта (1741 – 1806), манастирска дама в Басум
- Карл Фридрих Райнхард (* 21 февруари 1739, Ансбах; † 3 юни 1822, Ансбах), до 1790 г. министър в Бранденбург-Ансбах, женен на 8 юли 1769 г. в 	Нойброн при Аален за Филипина Магдалена фон Воелварт (* 23 август 1750, Нойброн; † 3 май 1825, Ансбах)